# Bischofswerda (stacja kolejowa)
Bischofswerda (niem: Bahnhof Bischofswerda) – stacja kolejowa w Bischofswerda, w kraju związkowym Saksonia, w Niemczech. Znajduje się na linii Görlitz – Dresden-Neustadt  i Neukirch West – Bischofswerda. Stanowi węzeł komunikacyjny dla pociągów z Drezna do Görlitz i Żytawy. Na stacji, istnieje również możliwość przesiadki do autobusu.

## Położenie
Linia kolejowa Dresden-Görlitz biegnie na południe od centrum miasta. W południowo-wschodniej części centrum miasta znajduje się dworzec kolejowy, który jest dostępny Bahnhofstrasse bezpośrednio z centralnego rynku miasta. Na południowo-zachodnim wyjściu stacji w kierunku Drezna znajduje się Neustädter Straße a następnie Süßmilchstraße pod torami oraz w południowej części miasta. Dalej na zachód przecina drogę krajową B98. 

## Linie kolejowe
- Linia Görlitz – Dresden-Neustadt
- Linia Neukirch West – Bischofswerda
- Linia Kamenz – Bischofswerda - nieczynna

## Połączenia
| Linia  | Trasa                                                                | Takt (min) | Przewoźnik kolejowy |
| ------ | -------------------------------------------------------------------- | ---------- | ------------------- |
| TLX 1  | Dresden Hbf – Bischofswerda – Bautzen – Löbau (Sachs) – Görlitz      | 120        | Trilex              |
| TLX 2  | Dresden Hbf – Bischofswerda – Ebersbach (Sachs) – Zittau (– Liberec) | 120        | Trilex              |
| TL 60  | Dresden Hbf – Bischofswerda – Bautzen – Löbau (Sachs) – Görlitz      | 120        | Trilex              |
| OE 60V | Bischofswerda – Bautzen – Löbau (Sachs) – Görlitz (Pon–Pią)          | 120        | ODEG                |
| TL 61  | Dresden Hbf – Bischofswerda – Ebersbach (Sachs) – Zittau             | 120        | Trilex              |